# Mittelmeer-Laubfrosch
Der Mittelmeer-Laubfrosch (Hyla meridionalis) ist ein kleiner, auf der Oberseite glatthäutiger Laubfrosch, der zur artenreichen Familie der Laubfrösche (Hylidae) gehört und im westlichen Mittelmeerraum und auf den Kanarischen Inseln verbreitet ist. Typuslokalität ist das Tal von Orotava, Teneriffa, Kanarische Inseln. 

## Merkmale
Meist sind diese Laubfrösche auf der Oberseite einfarbig hellgrün gefärbt, mitunter auch dunkelgrün oder braun gefleckt. Der bei der Nasenöffnung beginnende schwarze Seitenstreifen ist auf den Vorderkörper beschränkt und endet bald hinter dem Trommelfell. Dadurch unterscheidet sich der Mittelmeer-Laubfrosch von den anderen, europäischen Laubfrosch-Arten, bei denen der Seitenstreifen bis in die Leiste zieht. Die einzelne, kehlständige Schallblase der Männchen ist in aufgeblähtem Zustand sehr groß. Der Paarungsruf ist artspezifisch. Durch seine äußere Morphologie und besonders durch seinen Paarungsruf unterscheidet sich der Mittelmeer-Laubfrosch stärker von den anderen in Europa heimischen Laubfrosch-Arten als diese untereinander.
Genaue Angaben über die Größe der Mittelmeer-Laubfrösche sind in der Artbeschreibung von Boettger enthalten. Für fünf, aus dem Orotava-Tal stammende Laubfrösche nennt er Körperlängen zwischen 29 und 37 mm. Für Mittelmeer-Laubfrösche aus Marokko werden für die Männchen 45 mm, für die Weibchen knapp 50 mm als Körperlänge angegeben. Nach anderen, allgemein gehaltenen Angaben werden Männchen bis 50 mm, Weibchen maximal 65 mm lang. Der Kopf ist relativ kurz und vorne abgerundet. Die Augen weisen waagrecht-elliptische Pupillen auf. Hinter den Augen befinden sich rundliche, äußere Trommelfelle. Die Länge der Vorder- und Hinterbeine ist sehr verschieden. Bei einem Laubfrosch mit 35 mm Gesamtlänge messen die Vorderbeine 26 mm, die Hinterbeine 65 mm. Die Gliedmaßen enden an den Finger- und Zehenspitzen in verbreiterten Haftscheiben. Zwischen den Zehen der Hinterbeine befinden sich zurückgebildete Schwimmhäute. Die Körperoberseite ist glatt und zumeist einheitlich hellgrün gefärbt, mitunter treten Laubfrösche mit eingestreuten dunkelgrünen oder braunen Flecken auf dem Rücken auf. Hinter der Mundspalte reicht die grüne Färbung bis auf die Seiten der Kehle. Auch die Extremitäten sind auf der Oberseite bis zu den Zehenspitzen grün gefärbt, die Innenseiten der Oberschenkel haben eine gelb-orange Färbung und sind gelegentlich dunkel gesprenkelt. Mittelmeer-Laubfrösche verfügen über einen physiologischen Farbwechsel, der es ihnen ermöglicht, ihre Färbung an die des Untergrundes anzupassen. Dabei kann sich die Rückenfärbung von grün nach braun oder grau ändern. Selten kommen gelbe oder blaue Laubfrösche vor (siehe Abbildung). In Nordost-Spanien wurden unter 502 Mittelmeer-Laubfröschen 24 mit einer vollständigen oder teilweisen blauen Rückenfärbung nachgewiesen. Nach geltender Auffassung fehlt bei den blau gefärbten Laubfröschen das gelbe Pigment in der Haut. Blau gefärbte Tiere sind beim Mittelmeer-Laubfrosch häufiger als bei den anderen Laubfrosch-Arten in Europa.
Bei den Weibchen sind Bauch- und Kehlhaut weiß bis weißlich-grau und haben eine granulierte Struktur, bei den Männchen ist die Bauchseite ebenfalls weiß und granuliert, dagegen ist die Kehle während der Fortpflanzungsperiode gelb und weist Falten auf, wenn die Schallblase nicht mit Luft gefüllt und die Kehlhaut daher nicht gedehnt ist. Auch nach der Rufperiode geht diese Gelbfärbung nicht vollständig zurück, so dass Weibchen und Männchen leicht zu unterscheiden sind.

### Ähnliche Arten
In und um Europa werden heute sechs Laubfroscharten unterschieden – neben Hyla meridionalis und H. arborea noch der Iberische Laubfrosch (H. molleri), der Tyrrhenische (H. sarda) und der Kleinasiatische Laubfrosch (H. savignyi) sowie der Italienische Laubfrosch (H. intermedia). Der Italienische Laubfrosch umfasst zwei Unterarten: die 2018 ursprünglich sogar als eigene Art beschriebene Unterart Hyla intermedia perrini aus Norditalien und der südlichen Schweiz und die vom nördlichen Apennin bis Sizilien verbreitete Nominatform Hyla intermedia intermedia. 
In Nordafrika sind Hyla meridionalis sowie der 2019 neu beschriebene Hyla carthaginiensis die einzigen Vertreter der Familie Hylidae, die ihren Schwerpunkt in der Neuen Welt haben.

## Verbreitung

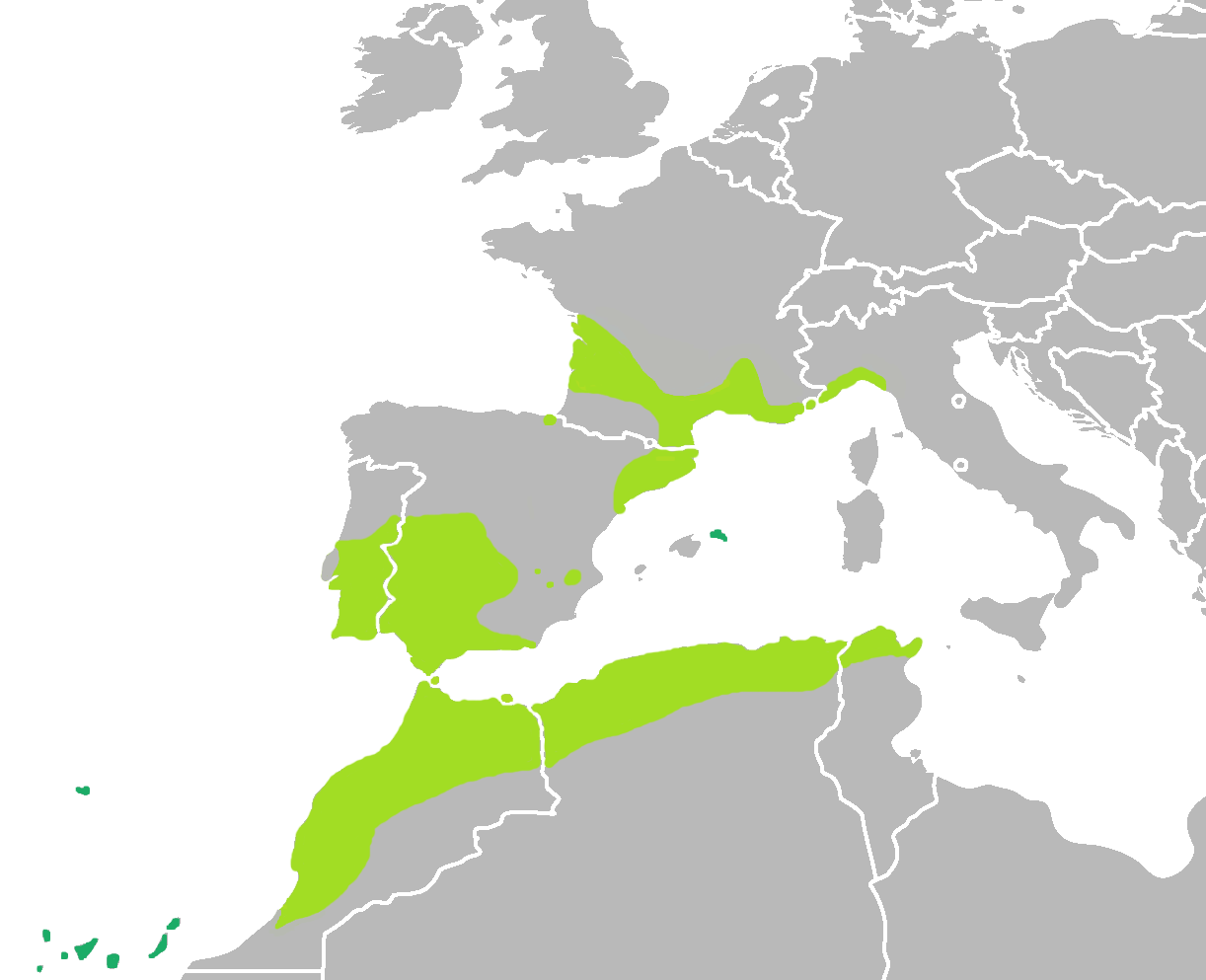
Verbreitung des Mittelmeer-Laubfrosches

Das Verbreitungsgebiet des Mittelmeer-Laubfrosches weist drei große Areale auf, zwei auf dem europäischen und eins auf dem afrikanischen Festland, ferner Populationen auf Inseln und einige isolierte Vorkommen (siehe Abbildung). Das nördliche Areal umfasst hauptsächlich Südfrankreich. Es erstreckt sich von der südfranzösischen Atlantikküste als breite Zone entlang dem Gebirgszug der Pyrenäen zur Mittelmeerküste, dehnt sich hier nach Spanien bis zum Delta des Ebro aus, außerdem an der französischen und italienischen Mittelmeerküste entlang nach Osten und reicht in Italien bis Cinque Terre. Manarola gilt derzeit als südlichster Fundort in Italien. Das Areal entlang der italienischen Mittelmeerküste ist schmal und umfasst meist nur die unmittelbare Küstenzone. In der Provinz Imperia ist der Mittelmeer-Laubfrosch häufig, da es viele Kleingewässer gibt.
Ein weiteres großes Areal befindet sich im Südwesten der Iberischen Halbinsel. In Portugal umfasst es den Landesteil südlich des Tejo, in Spanien reicht es an der Küste bis Ada in der Provinz Almería, im Norden und Osten tritt der Mittelmeer-Laubfrosch in mehreren Provinzen auf, darunter Badajoz, Madrid und Toledo.
Das dritte Teilgebiet befindet sich in Nordafrika und schließt mehrere Länder des Maghreb ein. Es erstreckt sich von Nord-Algerien bis nach Marokko, erreicht dort die Atlantik-Küste, im Süden endet es südlich von Agadir. Die im nördlichen Tunesien vorkommenden Laubfrösche wurden Anfang 2019 vom Mittelmeer-Laubfrosch abgetrennt und unter dem Namen Hyla carthaginiensis als eigenständige Art beschrieben.
Ferner kommt der Mittelmeer-Laubfrosch auf allen großen Inseln der Kanaren vor sowie auf Menorca der Balearen und auf den Îles d’Hyères. Auch Madeira soll zum Verbreitungsgebiet gehören, nach einer verlässlichen Mitteilung ist er dort jedoch ausgestorben. Kleine, isolierte Vorkommen gibt es in Frankreich und bei San Sebastián in Spanien.
Im nördlichen Teil des Verbreitungsgebietes in Portugal ist auch die neuerdings selbständige Art Hyla molleri (Iberischer Laubfrosch) heimisch, beide Arten treten sowohl sympatrisch als auch parapatrisch auf. Bioakustisch wurde eine Hybride der beiden Arten nachgewiesen. Sympatrisches Vorkommen mit Hyla arborea ist vom Tal des Río Tiétar, Spanien, bekannt, parapatrisches Auftreten aus dem Gebiet nördlich von Arcachon.
Der Großteil des Verbreitungsgebietes liegt in Höhen unter 500 m, in Portugal befinden sich die meisten Fundorte unter 450 m, in Italien zirka 35 % der Fundorte sogar unter 50 m. Trotzdem ist der Mittelmeer-Laubfrosch kein reiner Tieflandbewohner. In der Serra de Monchique, Portugal, wurde er auf dem 900 m hohen Plateau nachgewiesen, im Hohen Atlas in Marokko auf 2150 m und 2650 m, in Spanien befinden sich mehrere Fundorte zwischen 965 m und 1250 m, in Teneriffa auf 1150 m Höhe.

## Lebensraum und Lebensweise
Mittelmeer-Laubfrösche leben in Bachtälern, Sümpfen, Wiesen, Gärten, Plantagen, Weinbergen und ähnlichen halboffenen Habitaten mit lockerem Bewuchs von Gehölzen und Stauden. Darin halten sie sich bevorzugt in Gebüschen, Röhricht und Baumkronen auf. Als Laichgewässer und Habitate für Larven dienen stehende, pflanzenreiche Kleingewässer – oft mit temporärer Wasserführung –, Wasserreservoire (Kanarische Inseln), ferner auch Brunnen, Gräben, Zisternen und Viehtränken.
Zum Nahrungsspektrum von adulten Hyla meridionalis gehören Insekten, besonders Käfer, Ameisen, Fliegen, Mücken und Wanzen, ferner Asseln und Spinnen. Sie selbst werden vor allem von Ringelnattern und Kuhreihern erbeutet, Kaulquappen von im Wasser lebenden, räuberischen Insekten und Insektenlarven.
Für den Beginn und die Dauer der Winterruhe sind die Breiten- und Höhenlage einer Population und das örtliche Klima entscheidend. In Gebieten mit ganzjährig mildem Klima, wie es etwa auf den Kanarischen Inseln herrscht, scheint der Mittelmeer-Laubfrosch keine ausgeprägte Winterruhe einzulegen. Von Mittelmeer-Laubfröschen bei Marseille wird berichtet, dass im Herbst die Aktivität der Frösche sich auf die Zeit von 10 bis 16 Uhr beschränkt, wenn die Tagestemperatur hohe Werte erreicht. Die Ruheplätze der Laubfrösche befinden sich in der Nähe der Aufenthaltsorte zwischen abgestorbenen Blättern, Zweigen oder in Efeu-Gebüsch. Angaben über die Winterruhe der in Hochlagen lebenden Mittelmeer-Laubfrösche fehlen bislang.

## Fortpflanzungsbiologie

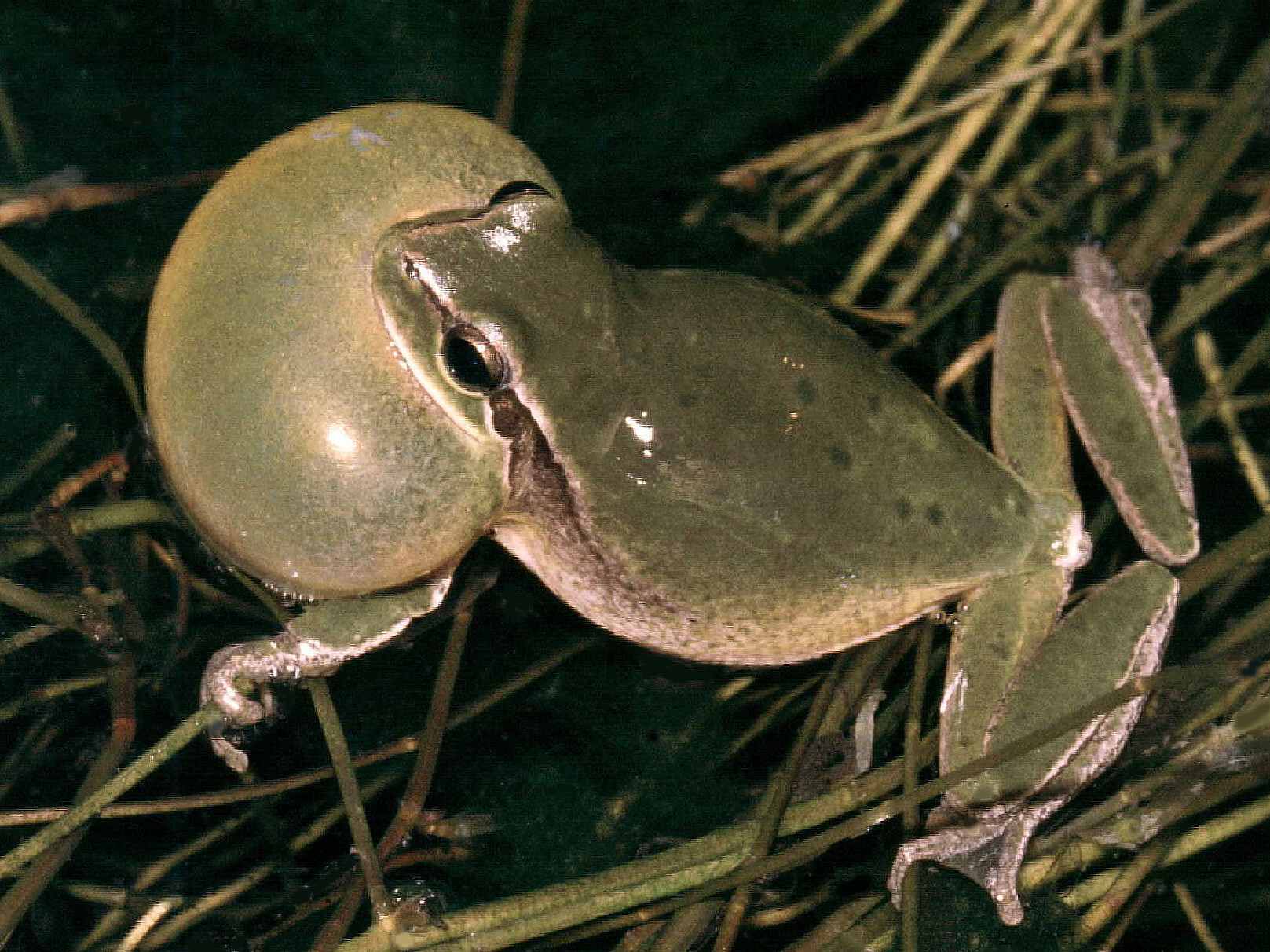
Rufender Mittelmeer-Laubfrosch: Am Ende eines Rufes ist die Schallblase aufgebläht

Der Beginn und die Dauer der Fortpflanzungsperiode sind sehr unterschiedlich. In Südfrankreich erstreckt sie sich von April bis Juni, in Portugal von Dezember bis Januar (und später), in Nordafrika von März bis April, auf Teneriffa von Dezember bis Mai. Mitunter erfährt sie eine Unterbrechung wegen ungünstiger Witterung. Nicht selten ist das bei den Mittelmeer-Laubfröschen der Camargue, Frankreich, zu beobachten, wenn der Mistral kalte Luft vom Zentralmassiv zur Küste bringt und dort einen Wettersturz verursacht.

### Rufverhalten
Während der Rufperiode rufen die paarungsbereiten Männchen jeden Tag, sofern die Umgebungstemperatur über der unteren Rufschwelle (zirka 6 °C Lufttemperatur) liegt. Die tägliche Rufphase beginnt in der Abenddämmerung, wenn die Männchen von den Tagesquartieren in das Laichgewässer wandern. Die Plätze, die sie zum Rufen wählen, liegen hauptsächlich in der flachen, pflanzenreichen Uferregion. Im Gewässer angekommen, beginnen sie sofort zu rufen. Mit zunehmender Dunkelheit wandern weitere Männchen an, so dass bald ein lauter, weithin hörbarer Chor entsteht. Mitunter praktizieren zwei, meist benachbarte Laubfrösche Wechselrufen (alternierendes Rufen). Beide platzieren ihre Rufe sehr genau in die Intervalle des anderen. Während der Anfangsphase geschieht es nicht selten, dass ein anwanderndes Männchen einen Rufplatz dicht neben einem bereits rufenden Laubfrosch wählt. Der Platzhalter reagiert auf die Rufe des Neuankömmlings mit Revierrufen, die sich von den Paarungsrufen deutlich unterscheiden. Das veranlasst den Neuankömmling, einen größeren Abstand zum Nachbarn einzunehmen. Bei den Mittelmeer-Laubfröschen auf Teneriffa sind die Mindestabstände zwischen zwei rufenden Männchen klein, mitunter betragen sie nur 8–10 cm, manchmal sogar noch weniger.
In Vorbereitung zum Rufen nehmen die Männchen eine beträchtliche Menge Luft in die Lungen auf, so dass der Leib aufgetrieben ist. Auch die Schallblase wird zum Teil mit Luft gefüllt. Bei der Abgabe eines Rufes wird Lungenluft durch Kontraktion der Flankenmuskeln durch den mit Stimmbändern ausgestatteten Kehlkopf in die Schallblase befördert, die am Ende eines Rufes äußerst stark erweitert ist (siehe Abbildung). Unmittelbar danach strömt die Luft stimmlos in die Lungen zurück.
Das Rufen hält bis nach Mitternacht an, ebbt danach ab und endet schließlich ganz. In dieser Zeit wandern die Frösche wieder zu ihren Tagesquartieren. Das Rufen der Männchen ist nicht jeden Tag gleich stark. Hohe Temperaturen und Regenfälle begünstigen die Rufaktivität, starker Wind hemmt sie.

### Rufe
Männliche Mittelmeer-Laubfrösche verfügen über vier Ruftypen: Paarungs-, Revier-, Befreiungs- und Schreckruf, weibliche Laubfrösche nur über den Befreiungs- und Schreckruf.
Der Paarungsruf stellt eine Folge von Einzelschallereignissen dar, die auch als Rufe oder wegen ihres Aufbaus aus Impulsen Impulsgruppen genannt werden, die die Männchen in langsamer Folge äußern. Bei 12,5 °C Lufttemperatur dauern die Schallereignisse im Mittel 473,6 ms, die Pausen zwischen ihnen zirka 2,5 Sekunden. Bei steigender Temperatur beschleunigt sich das Rufen, da die Dauer der Impulsgruppen und besonders die der Intervalle abnimmt. Das Frequenzspektrum reicht von zirka 600 Hz bis fast 3500 Hz. Aufgrund des Aufbaus aus Impulsen klingen die Rufe knarrend.
Revierrufe dienen dazu, zwischen rufenden Männchen einen Mindestabstand einzustellen, mit Befreiungsrufen reagieren Männchen auf Umklammerungsversuche anderer Männchen, Weibchen wehren sich mit Befreiungsrufen gegen Umklammerungsversuche, wenn sie noch nicht laichreif sind oder schon abgelaicht haben. Als Schreckrufe werden Lautäußerungen bezeichnet, die die Frösche bei offenem Maul ausstoßen, wenn sie unsanft ergriffen oder von einem Beutegreifer erfasst werden. Beim Mittelmeer-Laubfrosch treten sie selten auf.

### Paarung, Laichen
Paarungsbereite Weibchen wandern während der Rufphase der Männchen zu den Laichgewässern, um sich mit den Männchen zu paaren. Sie wählen meist nicht das nächste, sondern schwimmen an rufenden Männchen vorbei zu einem entfernten Laubfrosch. Dort angekommen berührt es das Männchen kurz mit der Schnauze, meist im Bereich der Schulter. Daraufhin erfolgt sofort die Umklammerung. Manchmal schwimmt ein Weibchen nur bis in die unmittelbare Nähe eines Männchens, erzeugt Wasserwellen und löst dadurch die Aufmerksamkeit des Männchens und damit die Umklammerung aus. Das Männchen umklammert das Weibchen hinter den Vorderbeinen (Amplexus axillaris).
Die Eiablage findet meist noch in der gleichen Nacht statt, sie erstreckt sich über fast zwei Stunden und lässt einen stereotypen Verhaltensablauf erkennen. Das Paar taucht ab, das Weibchen ergreift mit den Vorderbeinen eine Pflanze und nimmt die Signal- oder Laichstellung ein. Dabei biegt es den Rücken durch, streckt die Hinterbeine und lässt zugleich aus der Kloake ein Paket mit 10 bis 30 Eiern austreten, die das Männchen besamt. Mit der Signalstellung zeigt das Weibchen dem Männchen den Austritt eines Eipaketes an. Durch kräftige Bewegungen der Fersen wischt das Weibchen das Eipaket weg, das absinkt und an Pflanzen haften bleibt. Nach einer kurzen Pause, in der sich das Paar völlig ruhig verhält, taucht es wieder auf, bleibt einige Zeit an der Wasseroberfläche und setzt danach in der gleichen Weise wie zuvor ein weiteres Eipaket ab. Insgesamt taucht ein Paar 50–60 Mal, bis das Weibchen seine Eier abgelaicht hat. Es legt 800–1000 Eier. Nach der Eiablage trennt sich das Paar, und das Weibchen verlässt das Gewässer.

### Phonotaxis
Bei Phonotaxis-Experimenten wurden paarungsbereiten weiblichen Mittelmeer-Laubfröschen arteigene oder artfremde Paarungsrufe oder elektronisch nachgebildete Paarungsrufe über Lautsprecher vorgespielt. Die Weibchen reagierten auf die Schallsignale und wanderten zu dem Lautsprecher, aus dem der arteigene Paarungsruf ertönte, sie unterschieden zwischen dem arteigenen Paarungsruf und dem von Hyla arborea und sie reagierten auch auf simulierte Paarungsrufe. Beim Lautsprecher angekommen, berührten die Weibchen diesen kurz mit der Schnauze und zeigten damit das gleiche Verhalten, mit dem sie im Laichgewässer ein Männchen auf sich aufmerksam machen, das sie ausgewählt haben.
Diese Untersuchungen lieferten erstmals bei einer europäischen Froschart den Nachweis, dass die Paarungsrufe der Männchen der Anlockung paarungsbereiter Weibchen dienen.

### Entwicklung

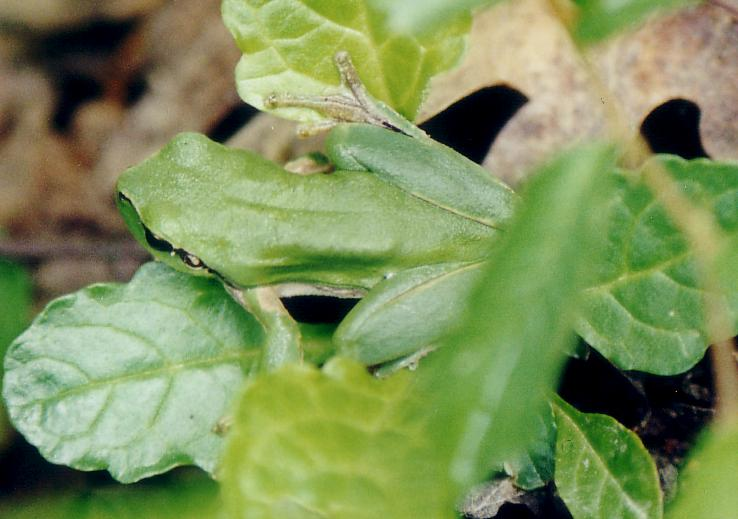
Ein recht mageres Jungtier

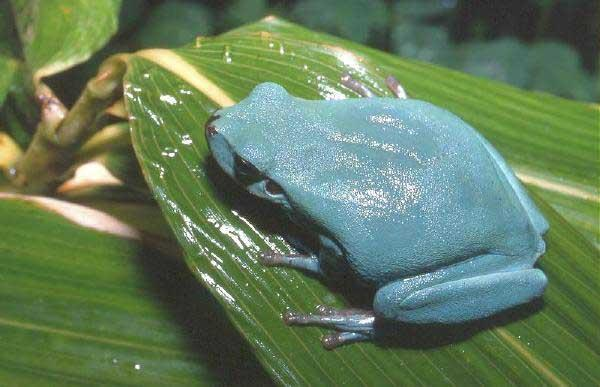
Diesem Exemplar fehlt der gelbe Hautfarbstoff, es erscheint daher blau statt grün

Mit der umgebenden Gallerte messen die Eier 3–5 Millimeter, ohne diese 1,1–1,5 Millimeter. Die Eizeit dauert 8–15 Tage, die Larven sind beim Schlupf 5–8 Millimeter lang. Im Laufe ihres drei- bis viermonatigen aquatischen Lebens, bei dem sich die Larven von organischem Material (Algen, Detritus), gelegentlich auch vom Laich der eigenen Art und anderer Amphibien ernähren, wachsen sie bis auf 50–55 Millimeter heran und haben dann ein für Laubfrosch-Kaulquappen typisches Erscheinungsbild: einen kugeligen Bauch, weit auseinanderstehende Augen, eine golden schimmernde Färbung und hohe Flossensäume. Der obere Flossensaum reicht vorne bis in Höhe des Atemloches (nicht bis zwischen die Augen). Nach der Metamorphose haben die Jungfrösche bei ihrem Landgang im Sommer eine Größe von 15 bis 20 Millimetern. Über die Dauer bis zur Geschlechtsreife liegen keine Angaben vor.

## Systematik, Phylogenie
Als Boettger 1874 das Taxon meridionalis begründete, war der im Vergleich zu Hyla arborea nur schwach ausgebildete schwarze Seitenstreifen das entscheidende Merkmal. 1880 beschrieb Boscá den Mittelmeer-Laubfrosch erneut als Hyla perezii, 1884 folgte Héron-Royer, der ihn Hyla barytonus nannte. Beide stützten sich bei der Begründung der neuen Art auf den Paarungsruf, der im Vergleich zu dem von Hyla arborea sehr verschieden sei. Diese Artbeschreibungen verdienen Anerkennung, denn möglicherweise waren es die ersten, bei denen ein Verhaltensmerkmal anstelle der damals üblichen morphologischen Merkmale maßgebend gewesen ist. Nachfolgend wurde wieder den morphologischen Merkmalen große Bedeutung beigemessen, und weil bei diesen die Unterschiede gering sind, erhielt der Mittelmeer-Laubfrosch den Status einer Unterart, Hyla arborea meridionalis. Die bioakustische Analyse des Paarungsrufes bei den Mittelmeer-Laubfröschen der Camargue, Frankreich, führte schließlich zur Anerkennung des Artstatus, nachfolgend bestätigt durch die Paarungsrufanalyse bei einer topotypischen Population auf Teneriffa, nur zirka 30 km entfernt vom Orotava-Tal, der Typuslokalität von Hyla meridionalis, sowie durch die Ergebnisse der Phonotaxis-Versuche.
Die Frage nach den verwandtschaftlichen Beziehungen zwischen den in Europa heimischen Laubfröschen und dem Mittelmeer-Laubfrosch führte zu unterschiedlichen Erklärungsversuchen. Nach gängiger Auffassung soll sich Hyla meridionalis von einer in Europa heimischen Art ableiten. Bei der Aufspaltung habe die Entwicklung zu Hyla meridionalis stattgefunden, nachfolgend die Besiedelung der Iberischen Halbinsel und der nördlichen Regionen. Nach der Analyse der Paarungsrufe gehört Hyla meridionalis nicht zur Verwandtschaftsgruppe von Hyla arborea. Bioakustische Untersuchungen bei fernöstlichen Laubfröschen und der Vergleich mit den in Europa lebenden Laubfröschen führten zu dem überraschenden Ergebnis, dass der Paarungsruf von Hyla meridionalis sehr genau mit dem von Hyla hallowelli übereinstimmt, einer Laubfrosch-Art, die auf den japanischen Ryūkyū-Inseln und auf Okinawa endemisch ist. Danach ist zu vermuten, dass der Zweig, der zu Hyla meridionalis führte, sich bereits im Fernen Osten abgespalten hat.

## Gefährdung und Schutz
Der Mittelmeer-Laubfrosch wird von der europäischen Fauna-Flora-Habitat-Richtlinie in Anhang IV aufgeführt, also als „streng zu schützende Art von gemeinschaftlichem Interesse“. Dementsprechend gilt er beispielsweise im deutschen Bundesnaturschutzgesetz als „streng geschützte“ Art. Der Gesamtbestand wird laut IUCN derzeit noch nicht als gefährdet angesehen (LC – „least concern“); regional können aber sehr wohl Populationen durch zivilisatorische Faktoren wie Lebensraumzerstörung und -vergiftung bedroht sein. Bemerkenswert ist beispielsweise der Fund von 5000 toten Mittelmeer-Laubfröschen nach einem Pestizideinsatz gegen Moskitos an der französischen Mittelmeerküste im Jahr 1958.